# Chasca
Chasca, también conocida como "la virgen del agua", es el nombre de un personaje de una leyenda de El Salvador.
Según la tradición oral, en la barra de Santiago  vivió un hombre rico de nombre Pachacutec, el cual tenía comprometida a su hija Chasca con un príncipe de una tribu zutuhil.
Chasca, sin embargo, tenía su corazón entregado a un joven pescador de nombre Acayatl. Ella le veía a escondidas de su padre en la playa; donde él, desde su balsa le cantaba dulces canciones.
Un día nefasto, alguien disparó una flecha a Acayatl mientras regresaba de la pesca. Un enviado de Pachacutec fue el asesino. A lo lejos Chasca observó el crimen y gritó con horror, y tomó la decisión de acompañar a su amado en la muerte, amarró una piedra a su cintura y se lanzó al agua.
El espíritu de Chasca apareció por primera vez en una canoa blanca al lado de Acayatl en la siguiente noche de luna llena y lo hace desde entonces.
Cada vez que los pescadores se dan cuenta de la luna llena, ellos no salen en busca de pesca ya que por respeto no quieren perturbar a la virgen del agua y a su amado, ellos a ver el respeto, les bendicen las pescas.
En la ciudad de Aguascalientes, chasca también se  conoce como elote en vaso
Ejemplo: "me da una chasca, Don Juan".